# Dámaso Rodríguez Martín
Dámaso Rodríguez Martín (La Laguna, 11 de dezembro de 1944 — Tegueste, 19 de fevereiro de 1991), mais conhecido como "El Brujo" ou "Maso", foi um assassino e violador das Canárias que assassinou três pessoas em 1991 na região montanhosa de El Moquinal no Maciço de Anaga, local onde ele se refugiou após a sua fuga da prisão Tenerife II, onde cumpria pena por violação e um dos seus assassinatos.
Após o assassinato de um casal de turistas alemães, "El Brujo" tornou-se o criminoso mais procurado pelas Forças de Segurança da Espanha. Devido aos seus crimes e à sua grande cobertura dos meios de comunicação, Dámaso Rodríguez Martín é conhecido como o assassino mais famoso das Ilhas Canárias.

## Biografia

### Infância
Dámaso Rodríguez nasceu em 11 de dezembro de 1944, no lugar conhecido como Las Montañas, na povoação de El Batán (município de La Laguna, Tenerife, Espanha). Oa seus pais eram Martín Rodríguez Silverio e Celestina Martín Perdomo. Dámaso tinha quatro irmãos.
A sua família era muito pobre e humilde, então os seus pais tentaram dar-lhe uma boa educação. No entanto, Dámaso começou a realizar atos criminosos desde a juventude. Quando tinha apenas 17 anos, ele foi acusado de roubo e preso. Foi libertado um ano depois, em setembro de 1963, para se alistar na Legião Espanhola, no qual foi designado para o Saara Ocidental, onde foi elevado a cabo. Em 1966 formou-se no Tercio de Extranjeros.
Mais tarde, Dámaso retornou a Tenerife e em 1967 casou-se com Mercedes Martín Rodríguez e estabeleceu-se no lugar conhecido como El Peladero na localidade de Las Mercedes em San Cristóbal de La Laguna. Em 1973, nasceu a sua primeira filha e em 1975 nasceu a segunda.

### Carreira criminosa
O seu primeiro assassinato ocorreu em 11 de novembro de 1981, quando ele matou Baldomero Rodríguez Suárez, um homem de 30 anos que estava com a sua namorada de 20 anos no seu veículo Mazda na área de El Moquinal. Dámaso era um voyeur, que gostava de observar casais quando tinham relacionamentos íntimos. Mas naquela ocasião ele assassinou o namorado, e espancou e agrediu sexualmente a mulher dentro do carro. Em seguida, ele circulou com o cadáver e a jovem para o Llano de los Viejos, onde ele os abandonou.
Os investigadores da Polícia Nacional perguntaram a habitantes na área sobre um indivíduo violento que conhecia a montanha e que poderia ser um "perseguidor noturno" que procurava casais durante a noite. Todas as informações recolhidas levaram a Dámaso. "El Brujo" foi condenado a 55 anos de prisão por assassinato, violação, roubo de arma de fogo e posse ilegal de armas. No entanto, em 17 de janeiro de 1991, Dámaso começou a sua fuga aproveitando-se de uma autorização penitenciária, o que o levou a ficar escondido por um mês nas montanhas de Anaga. Ele originalmente mudou-se para a sua casa, com a intenção de assassinar a esposa, porque ela se tinha distanciado dele enquanto ele estava na prisão, mas não conseguiu fazê-lo porque ela estava acompanhada de familiares e amigos. Dámaso escondeu-se na montanha, esperando a oportunidade de matar a sua esposa.
Em 23 de janeiro, o corpo do turista alemão Karl Flick, de 82 anos, aparece na estrada florestal em El Solís com várias perfurações de tiros no rosto. No dia seguinte, por volta das 15h15min, em uma área abrupta de Roque de El Moquinal, a Guarda Civil recuperou o corpo da sua esposa, Marta Küpper, de 87 anos, também assassinada por Dámaso Rodríguez Martín e que apresentava sinais de violação e estrangulamento. Tudo parecia indicar que tinham implorado por suas vidas pela forma como o corpo do homem foi encontrado, mas Dámaso Rodríguez não teve compaixão. As especulações, avistamentos, fugas no último momento e roubo de provisões nas casas de caçadores e fazendeiros alimentaram a lenda de "El Brujo". Posteriormente, ele agrediu sexualmente outra mulher, que era uma vizinha do local.
Esses eventos sobrepuseram-se com a celebração do Carnaval de Santa Cruz de Tenerife desse ano, principalmente pelo medo que despertou entre as pessoas de que o assassino iria descer disfarçado até Santa Cruz e pudesse escapar facilmente.

### Morte
Em 19 de fevereiro, uma família mudou-se para uma casa na área de El Solís e viu que a porta tinha sido forçada. Eles alertaram a polícia, que enviou dois agentes da Guarda Civil do posto Tacoronte liderados pelo sargento que comandava do posto, que detetaram a presença de Dámaso Rodríguez na casa.
Quando o oficial não comissionado tentou entrar na casa, ele foi recebido com tiros de caçadeira. O policial reagiu aos tiros da mesma maneira, efetuando vários disparos. Mas "El Brujo" não queria render-se. Em vez disso, ele tentou acabar com a sua própria vida, colocando a sua caçadeira sob o queixo e com os dedos de um dos pés disparou um tiro que, devido ao comprimento da arma, não o feriu mortalmente. Posteriormente, houve outra troca de tiros entre o oficial e Dámaso Rodríguez, o que causou a sua morte.

## Na cultura popular
- Em 1992, Dany Pacheco lançou o single "El Blues del Moquinal", uma canção original do músico Gonzalo López Delgado, com arranjos do próprio Dany Pacheco, onde os infortúnios de "El Brujo" são narrados de uma forma fabulosa.[6]
- Em 2003, a Televisión Autónoma Canaria estreou uma série intitulada "Noche del Crimen" que reconstrói os crimes mais famosos que ocorreram no arquipélago das Canárias nos últimos anos. Um dos capítulos da série foi dedicado a Dámaso Rodríguez Martín, sendo a reconstrução mais precisa dos fatos. Na ocasião, a reconstrução do crime é oferecida com guião e direção por Aarón J. Melián e música de Raúl Capote.[7]